# Джордж Генрі Макензі
Джордж Генрі Макензі (англ. George Henry Mackenzie) (24 березня 1837 Норт Кессок, Шотландія −14 квітня 1891 Нью-Йорк) — американський шаховий майстер шотландського походження.

## Життєпис
Маккензі вчився переважно в Абердині, в школі грамоти, коледжі Марішаль та Абердинському університеті. Але, крім того, він навчався в Руані (Франція) і Щецині (Пруссія) від 1853 до 1855 року. В 1856 році у віці 19 років пішов на службу до Королівського стрілецького корпусу в чині енсина. Невдовзі його полк направили до мису Доброї Надії, а звідти до Індії. Він вирушив до Англії 1858 року, отримавши звання лейтенанта. В 1861 році продав свій чин і звільнився з армії. Маккензі почав займатися шахами в 1853, а 1862 року виграв гандикап турнір в Лондоні, де переміг Адольфа Андерсена.
1863 року, під час Громадянської війни, переїхав до Сполучених Штатів. Воював на боці Союзу, отримавши звання капітана в 10-му полку негритянських військ Сполучених Штатів. Проте, 16 червня 1864 його оголошено як дезертира по армії. В 1865 році Маккензі прибув до Нью-Йорка, де він почав вести шахову рубрику в газеті Turf, Field, and Farm. Посідав перші місця на щорічних змаганнях Нью-Йоркського шахового клубу в 1865, 1866, 1867 і 1868 роках.

## Смерть
Маккензі помер у готелі Купер Юніон 14 квітня 1891, але причина смерті викликає значні спекуляції. Газета Нью-Йорк Таймс повідомила 27 квітня 1890, що Макензі хворий на туберкульоз і 15 квітня 1891 року, в день після його смерті, відзначила, що безпосередньою причиною смерті було запалення легенів, зазначивши, що його стан погіршився через малярію, якою він заразився під час відвідин Гавани. Проте, 29 квітня 1891 НД опублікувала доповідь доктора С. Б. Міндена, який був відвідав Макензі перед смертю. Той стверджував, що капітан покінчив життя самогубством шляхом передозування морфіну, який він просив раніше, щоб полегшити біль від туберкульозу, але доктор Мінден відмовився. Слідчий, який вів цю справу, відхилив це твердження як сміховинне, наполягаючи на тому, що туберкульоз був причиною смерті.

## Шахова кар'єра
Макензі був провідним американським шахістом відтоді як емігрував туди 1863 року й майже до самої смерті 1891. Впродовж п'ятнадцяти років (від 1865 до 1880) Макензі посів підряд тринадцять перших місць на турнірах, при цьому вигравши шість з семи матчів і лише один звівши внічию. Його успіхи в США включають перші місця в Клівленді 1871, Чикаго 1874, і Нью-Йорку 1880 (другий, третій і п'ятий Американські шахові конгреси відповідно). У 1878 Макензі почав отримувати запрошення грати на провідних міжнародних турнірах у Європі.
Згодом він грав у багатьох турнірах, як вдома, так і за кордоном. 1878 року розділив 4-5-е місця в Парижі. 1882 року розділив четверту сходинку у Відні (перемогли Вільгельм Стейніц і Шимон Вінавер). 1883 — 5-7-е в Лондоні (переможець Йоганн Цукерторт). 1885 року посів 4-е місце в Герефорді (Джозеф Генрі Блекберн виграв), і взяв сьомий приз у Гамбурзі 1885. 1886 року поділив 7-8-му сходинки на турнірі в Лондоні.
Нарешті, капітан Макензі досяг вершини своєї шахової кар'єри, вигравши перший приз на п'ятому Шаховому конгресі Німеччини в Франкфурті-на-Майні 1887, випередивши Блекберна, Цукерторта, Бертольда Енґліша, Міксу Вайсса, Курта фон Барделебена, Зіґберта Тарраша і Луї Паульсена . 1888 року в Глазго він виграв п'ятий чемпіонат Шотландії з результатом 4-0 = 2. Самуель Ліпшуц змінив його на посту чемпіона США з шахів у 1890.
Попри те, що свою єдину міжнародну перемогу він здобув у Франкфурті 1887, Макензі часто посідав високі місця впродовж всієї кар'єри. У матчевій грі 1886 року він переміг іншого провідного майстра тих часів, Самуеля Ліпшуца з рахунком 5-3 = 5. Того ж року зіграв унічию в Лондоні проти одного з провідних європейських майстрів Амоса берна з рахунком +4-4 = 2. Попри ці успіхи, його не вважали серйозним претендентом на титул чемпіона світу, який належав Стейніцу. Його турнірні результати були нижчі ніж показали Стейніц, Цукерторт, Блекберн і Тарраш у 1880-х, а його особистий рекорд проти Стейніца — +1-6 = 3.

## Таблиця результатів
| Рік  | Місто              | Турнір/Матч                           | +  | - | = | Результат | Місце |
| ---- | ------------------ | ------------------------------------- | -- | - | - | --------- | ----- |
| 1868 |                    | Матч проти Чарлза Стенлі              | 2  | 1 | 0 | 2 з 3     |       |
| 1871 | Клівленд           | 2-й Американський шаховий конгрес     |    |   |   | з         | 1     |
| 1874 | Чикаго             | 3-й Американський шаховий конгрес     |    |   |   | з         | 1     |
| 1878 | Париж              |                                       |    |   |   | з         | 4-5   |
| 1880 | Нью-Йорк           | 5-й Американський шаховий конгрес     |    |   |   | з         |       |
| 1881 |                    | Матч проти Макса Джадда               | 7  | 5 | 1 | 7½ з 13   |       |
| 1882 | Відень             |                                       |    |   |   | з         | 4-5   |
| 1883 |                    | Матч проти Вільгельма Стейніца        | 1  | 3 | 2 | 2 з 5     |       |
|      | Лондон             |                                       |    |   |   | з         | 5-7   |
| 1886 |                    | Матч проти Самуеля Ліпшютца           | 5  | 3 | 5 | 7½ з 13   |       |
|      |                    | Матч проти Амоса Берна                | 4  | 4 | 2 | 5 з 10    |       |
| 1887 |                    | Матч проти С. Гольмайо                | 5  | 2 | 1 | 5½ з 8    |       |
|      |                    | Матч проти С. Гольмайо                | 5  | 0 | 1 | 5½ з 6    |       |
|      | Франкфурт-на-Майні | 5-й конгрес Німецького шахового союзу | 13 | 3 | 4 | 15 з 20   | 1     |
| 1888 |                    | Матч проти С. Гольмайо                | 7  | 4 | 1 | 7½ з 12   |       |
|      | Бредфорд           |                                       |    |   |   | з         | 2     |
| 1890 | Манчестер          |                                       |    |   |   | з         | 3-4   |
|      |                    |                                       |    |   |   | з         |       |

## Знамениті поєдинки
|   | a | b | c | d | e | f | g | h |   |
| 8 | g8 чорна тура · h8 чорна тура · a7 чорний пішак · b7 чорний пішак · c7 чорний ферзь · d7 чорний слон · f7 чорний пішак · g7 чорний король · h7 чорний пішак · c6 чорний пішак · d6 чорний слон · f6 чорний пішак · g6 чорний кінь · d5 чорний пішак · h5 білий ферзь · d4 білий пішак · f4 білий пішак · h4 білий кінь · d3 білий слон · f3 біла тура · g3 білий кінь · a2 білий пішак · b2 білий пішак · c2 білий пішак · g2 білий пішак · h2 білий пішак · f1 біла тура · g1 білий король | g8 чорна тура · h8 чорна тура · a7 чорний пішак · b7 чорний пішак · c7 чорний ферзь · d7 чорний слон · f7 чорний пішак · g7 чорний король · h7 чорний пішак · c6 чорний пішак · d6 чорний слон · f6 чорний пішак · g6 чорний кінь · d5 чорний пішак · h5 білий ферзь · d4 білий пішак · f4 білий пішак · h4 білий кінь · d3 білий слон · f3 біла тура · g3 білий кінь · a2 білий пішак · b2 білий пішак · c2 білий пішак · g2 білий пішак · h2 білий пішак · f1 біла тура · g1 білий король | g8 чорна тура · h8 чорна тура · a7 чорний пішак · b7 чорний пішак · c7 чорний ферзь · d7 чорний слон · f7 чорний пішак · g7 чорний король · h7 чорний пішак · c6 чорний пішак · d6 чорний слон · f6 чорний пішак · g6 чорний кінь · d5 чорний пішак · h5 білий ферзь · d4 білий пішак · f4 білий пішак · h4 білий кінь · d3 білий слон · f3 біла тура · g3 білий кінь · a2 білий пішак · b2 білий пішак · c2 білий пішак · g2 білий пішак · h2 білий пішак · f1 біла тура · g1 білий король | g8 чорна тура · h8 чорна тура · a7 чорний пішак · b7 чорний пішак · c7 чорний ферзь · d7 чорний слон · f7 чорний пішак · g7 чорний король · h7 чорний пішак · c6 чорний пішак · d6 чорний слон · f6 чорний пішак · g6 чорний кінь · d5 чорний пішак · h5 білий ферзь · d4 білий пішак · f4 білий пішак · h4 білий кінь · d3 білий слон · f3 біла тура · g3 білий кінь · a2 білий пішак · b2 білий пішак · c2 білий пішак · g2 білий пішак · h2 білий пішак · f1 біла тура · g1 білий король | g8 чорна тура · h8 чорна тура · a7 чорний пішак · b7 чорний пішак · c7 чорний ферзь · d7 чорний слон · f7 чорний пішак · g7 чорний король · h7 чорний пішак · c6 чорний пішак · d6 чорний слон · f6 чорний пішак · g6 чорний кінь · d5 чорний пішак · h5 білий ферзь · d4 білий пішак · f4 білий пішак · h4 білий кінь · d3 білий слон · f3 біла тура · g3 білий кінь · a2 білий пішак · b2 білий пішак · c2 білий пішак · g2 білий пішак · h2 білий пішак · f1 біла тура · g1 білий король | g8 чорна тура · h8 чорна тура · a7 чорний пішак · b7 чорний пішак · c7 чорний ферзь · d7 чорний слон · f7 чорний пішак · g7 чорний король · h7 чорний пішак · c6 чорний пішак · d6 чорний слон · f6 чорний пішак · g6 чорний кінь · d5 чорний пішак · h5 білий ферзь · d4 білий пішак · f4 білий пішак · h4 білий кінь · d3 білий слон · f3 біла тура · g3 білий кінь · a2 білий пішак · b2 білий пішак · c2 білий пішак · g2 білий пішак · h2 білий пішак · f1 біла тура · g1 білий король | g8 чорна тура · h8 чорна тура · a7 чорний пішак · b7 чорний пішак · c7 чорний ферзь · d7 чорний слон · f7 чорний пішак · g7 чорний король · h7 чорний пішак · c6 чорний пішак · d6 чорний слон · f6 чорний пішак · g6 чорний кінь · d5 чорний пішак · h5 білий ферзь · d4 білий пішак · f4 білий пішак · h4 білий кінь · d3 білий слон · f3 біла тура · g3 білий кінь · a2 білий пішак · b2 білий пішак · c2 білий пішак · g2 білий пішак · h2 білий пішак · f1 біла тура · g1 білий король | g8 чорна тура · h8 чорна тура · a7 чорний пішак · b7 чорний пішак · c7 чорний ферзь · d7 чорний слон · f7 чорний пішак · g7 чорний король · h7 чорний пішак · c6 чорний пішак · d6 чорний слон · f6 чорний пішак · g6 чорний кінь · d5 чорний пішак · h5 білий ферзь · d4 білий пішак · f4 білий пішак · h4 білий кінь · d3 білий слон · f3 біла тура · g3 білий кінь · a2 білий пішак · b2 білий пішак · c2 білий пішак · g2 білий пішак · h2 білий пішак · f1 біла тура · g1 білий король | 8 |
| 7 | g8 чорна тура · h8 чорна тура · a7 чорний пішак · b7 чорний пішак · c7 чорний ферзь · d7 чорний слон · f7 чорний пішак · g7 чорний король · h7 чорний пішак · c6 чорний пішак · d6 чорний слон · f6 чорний пішак · g6 чорний кінь · d5 чорний пішак · h5 білий ферзь · d4 білий пішак · f4 білий пішак · h4 білий кінь · d3 білий слон · f3 біла тура · g3 білий кінь · a2 білий пішак · b2 білий пішак · c2 білий пішак · g2 білий пішак · h2 білий пішак · f1 біла тура · g1 білий король | g8 чорна тура · h8 чорна тура · a7 чорний пішак · b7 чорний пішак · c7 чорний ферзь · d7 чорний слон · f7 чорний пішак · g7 чорний король · h7 чорний пішак · c6 чорний пішак · d6 чорний слон · f6 чорний пішак · g6 чорний кінь · d5 чорний пішак · h5 білий ферзь · d4 білий пішак · f4 білий пішак · h4 білий кінь · d3 білий слон · f3 біла тура · g3 білий кінь · a2 білий пішак · b2 білий пішак · c2 білий пішак · g2 білий пішак · h2 білий пішак · f1 біла тура · g1 білий король | g8 чорна тура · h8 чорна тура · a7 чорний пішак · b7 чорний пішак · c7 чорний ферзь · d7 чорний слон · f7 чорний пішак · g7 чорний король · h7 чорний пішак · c6 чорний пішак · d6 чорний слон · f6 чорний пішак · g6 чорний кінь · d5 чорний пішак · h5 білий ферзь · d4 білий пішак · f4 білий пішак · h4 білий кінь · d3 білий слон · f3 біла тура · g3 білий кінь · a2 білий пішак · b2 білий пішак · c2 білий пішак · g2 білий пішак · h2 білий пішак · f1 біла тура · g1 білий король | g8 чорна тура · h8 чорна тура · a7 чорний пішак · b7 чорний пішак · c7 чорний ферзь · d7 чорний слон · f7 чорний пішак · g7 чорний король · h7 чорний пішак · c6 чорний пішак · d6 чорний слон · f6 чорний пішак · g6 чорний кінь · d5 чорний пішак · h5 білий ферзь · d4 білий пішак · f4 білий пішак · h4 білий кінь · d3 білий слон · f3 біла тура · g3 білий кінь · a2 білий пішак · b2 білий пішак · c2 білий пішак · g2 білий пішак · h2 білий пішак · f1 біла тура · g1 білий король | g8 чорна тура · h8 чорна тура · a7 чорний пішак · b7 чорний пішак · c7 чорний ферзь · d7 чорний слон · f7 чорний пішак · g7 чорний король · h7 чорний пішак · c6 чорний пішак · d6 чорний слон · f6 чорний пішак · g6 чорний кінь · d5 чорний пішак · h5 білий ферзь · d4 білий пішак · f4 білий пішак · h4 білий кінь · d3 білий слон · f3 біла тура · g3 білий кінь · a2 білий пішак · b2 білий пішак · c2 білий пішак · g2 білий пішак · h2 білий пішак · f1 біла тура · g1 білий король | g8 чорна тура · h8 чорна тура · a7 чорний пішак · b7 чорний пішак · c7 чорний ферзь · d7 чорний слон · f7 чорний пішак · g7 чорний король · h7 чорний пішак · c6 чорний пішак · d6 чорний слон · f6 чорний пішак · g6 чорний кінь · d5 чорний пішак · h5 білий ферзь · d4 білий пішак · f4 білий пішак · h4 білий кінь · d3 білий слон · f3 біла тура · g3 білий кінь · a2 білий пішак · b2 білий пішак · c2 білий пішак · g2 білий пішак · h2 білий пішак · f1 біла тура · g1 білий король | g8 чорна тура · h8 чорна тура · a7 чорний пішак · b7 чорний пішак · c7 чорний ферзь · d7 чорний слон · f7 чорний пішак · g7 чорний король · h7 чорний пішак · c6 чорний пішак · d6 чорний слон · f6 чорний пішак · g6 чорний кінь · d5 чорний пішак · h5 білий ферзь · d4 білий пішак · f4 білий пішак · h4 білий кінь · d3 білий слон · f3 біла тура · g3 білий кінь · a2 білий пішак · b2 білий пішак · c2 білий пішак · g2 білий пішак · h2 білий пішак · f1 біла тура · g1 білий король | g8 чорна тура · h8 чорна тура · a7 чорний пішак · b7 чорний пішак · c7 чорний ферзь · d7 чорний слон · f7 чорний пішак · g7 чорний король · h7 чорний пішак · c6 чорний пішак · d6 чорний слон · f6 чорний пішак · g6 чорний кінь · d5 чорний пішак · h5 білий ферзь · d4 білий пішак · f4 білий пішак · h4 білий кінь · d3 білий слон · f3 біла тура · g3 білий кінь · a2 білий пішак · b2 білий пішак · c2 білий пішак · g2 білий пішак · h2 білий пішак · f1 біла тура · g1 білий король | 7 |
| 6 | g8 чорна тура · h8 чорна тура · a7 чорний пішак · b7 чорний пішак · c7 чорний ферзь · d7 чорний слон · f7 чорний пішак · g7 чорний король · h7 чорний пішак · c6 чорний пішак · d6 чорний слон · f6 чорний пішак · g6 чорний кінь · d5 чорний пішак · h5 білий ферзь · d4 білий пішак · f4 білий пішак · h4 білий кінь · d3 білий слон · f3 біла тура · g3 білий кінь · a2 білий пішак · b2 білий пішак · c2 білий пішак · g2 білий пішак · h2 білий пішак · f1 біла тура · g1 білий король | g8 чорна тура · h8 чорна тура · a7 чорний пішак · b7 чорний пішак · c7 чорний ферзь · d7 чорний слон · f7 чорний пішак · g7 чорний король · h7 чорний пішак · c6 чорний пішак · d6 чорний слон · f6 чорний пішак · g6 чорний кінь · d5 чорний пішак · h5 білий ферзь · d4 білий пішак · f4 білий пішак · h4 білий кінь · d3 білий слон · f3 біла тура · g3 білий кінь · a2 білий пішак · b2 білий пішак · c2 білий пішак · g2 білий пішак · h2 білий пішак · f1 біла тура · g1 білий король | g8 чорна тура · h8 чорна тура · a7 чорний пішак · b7 чорний пішак · c7 чорний ферзь · d7 чорний слон · f7 чорний пішак · g7 чорний король · h7 чорний пішак · c6 чорний пішак · d6 чорний слон · f6 чорний пішак · g6 чорний кінь · d5 чорний пішак · h5 білий ферзь · d4 білий пішак · f4 білий пішак · h4 білий кінь · d3 білий слон · f3 біла тура · g3 білий кінь · a2 білий пішак · b2 білий пішак · c2 білий пішак · g2 білий пішак · h2 білий пішак · f1 біла тура · g1 білий король | g8 чорна тура · h8 чорна тура · a7 чорний пішак · b7 чорний пішак · c7 чорний ферзь · d7 чорний слон · f7 чорний пішак · g7 чорний король · h7 чорний пішак · c6 чорний пішак · d6 чорний слон · f6 чорний пішак · g6 чорний кінь · d5 чорний пішак · h5 білий ферзь · d4 білий пішак · f4 білий пішак · h4 білий кінь · d3 білий слон · f3 біла тура · g3 білий кінь · a2 білий пішак · b2 білий пішак · c2 білий пішак · g2 білий пішак · h2 білий пішак · f1 біла тура · g1 білий король | g8 чорна тура · h8 чорна тура · a7 чорний пішак · b7 чорний пішак · c7 чорний ферзь · d7 чорний слон · f7 чорний пішак · g7 чорний король · h7 чорний пішак · c6 чорний пішак · d6 чорний слон · f6 чорний пішак · g6 чорний кінь · d5 чорний пішак · h5 білий ферзь · d4 білий пішак · f4 білий пішак · h4 білий кінь · d3 білий слон · f3 біла тура · g3 білий кінь · a2 білий пішак · b2 білий пішак · c2 білий пішак · g2 білий пішак · h2 білий пішак · f1 біла тура · g1 білий король | g8 чорна тура · h8 чорна тура · a7 чорний пішак · b7 чорний пішак · c7 чорний ферзь · d7 чорний слон · f7 чорний пішак · g7 чорний король · h7 чорний пішак · c6 чорний пішак · d6 чорний слон · f6 чорний пішак · g6 чорний кінь · d5 чорний пішак · h5 білий ферзь · d4 білий пішак · f4 білий пішак · h4 білий кінь · d3 білий слон · f3 біла тура · g3 білий кінь · a2 білий пішак · b2 білий пішак · c2 білий пішак · g2 білий пішак · h2 білий пішак · f1 біла тура · g1 білий король | g8 чорна тура · h8 чорна тура · a7 чорний пішак · b7 чорний пішак · c7 чорний ферзь · d7 чорний слон · f7 чорний пішак · g7 чорний король · h7 чорний пішак · c6 чорний пішак · d6 чорний слон · f6 чорний пішак · g6 чорний кінь · d5 чорний пішак · h5 білий ферзь · d4 білий пішак · f4 білий пішак · h4 білий кінь · d3 білий слон · f3 біла тура · g3 білий кінь · a2 білий пішак · b2 білий пішак · c2 білий пішак · g2 білий пішак · h2 білий пішак · f1 біла тура · g1 білий король | g8 чорна тура · h8 чорна тура · a7 чорний пішак · b7 чорний пішак · c7 чорний ферзь · d7 чорний слон · f7 чорний пішак · g7 чорний король · h7 чорний пішак · c6 чорний пішак · d6 чорний слон · f6 чорний пішак · g6 чорний кінь · d5 чорний пішак · h5 білий ферзь · d4 білий пішак · f4 білий пішак · h4 білий кінь · d3 білий слон · f3 біла тура · g3 білий кінь · a2 білий пішак · b2 білий пішак · c2 білий пішак · g2 білий пішак · h2 білий пішак · f1 біла тура · g1 білий король | 6 |
| 5 | g8 чорна тура · h8 чорна тура · a7 чорний пішак · b7 чорний пішак · c7 чорний ферзь · d7 чорний слон · f7 чорний пішак · g7 чорний король · h7 чорний пішак · c6 чорний пішак · d6 чорний слон · f6 чорний пішак · g6 чорний кінь · d5 чорний пішак · h5 білий ферзь · d4 білий пішак · f4 білий пішак · h4 білий кінь · d3 білий слон · f3 біла тура · g3 білий кінь · a2 білий пішак · b2 білий пішак · c2 білий пішак · g2 білий пішак · h2 білий пішак · f1 біла тура · g1 білий король | g8 чорна тура · h8 чорна тура · a7 чорний пішак · b7 чорний пішак · c7 чорний ферзь · d7 чорний слон · f7 чорний пішак · g7 чорний король · h7 чорний пішак · c6 чорний пішак · d6 чорний слон · f6 чорний пішак · g6 чорний кінь · d5 чорний пішак · h5 білий ферзь · d4 білий пішак · f4 білий пішак · h4 білий кінь · d3 білий слон · f3 біла тура · g3 білий кінь · a2 білий пішак · b2 білий пішак · c2 білий пішак · g2 білий пішак · h2 білий пішак · f1 біла тура · g1 білий король | g8 чорна тура · h8 чорна тура · a7 чорний пішак · b7 чорний пішак · c7 чорний ферзь · d7 чорний слон · f7 чорний пішак · g7 чорний король · h7 чорний пішак · c6 чорний пішак · d6 чорний слон · f6 чорний пішак · g6 чорний кінь · d5 чорний пішак · h5 білий ферзь · d4 білий пішак · f4 білий пішак · h4 білий кінь · d3 білий слон · f3 біла тура · g3 білий кінь · a2 білий пішак · b2 білий пішак · c2 білий пішак · g2 білий пішак · h2 білий пішак · f1 біла тура · g1 білий король | g8 чорна тура · h8 чорна тура · a7 чорний пішак · b7 чорний пішак · c7 чорний ферзь · d7 чорний слон · f7 чорний пішак · g7 чорний король · h7 чорний пішак · c6 чорний пішак · d6 чорний слон · f6 чорний пішак · g6 чорний кінь · d5 чорний пішак · h5 білий ферзь · d4 білий пішак · f4 білий пішак · h4 білий кінь · d3 білий слон · f3 біла тура · g3 білий кінь · a2 білий пішак · b2 білий пішак · c2 білий пішак · g2 білий пішак · h2 білий пішак · f1 біла тура · g1 білий король | g8 чорна тура · h8 чорна тура · a7 чорний пішак · b7 чорний пішак · c7 чорний ферзь · d7 чорний слон · f7 чорний пішак · g7 чорний король · h7 чорний пішак · c6 чорний пішак · d6 чорний слон · f6 чорний пішак · g6 чорний кінь · d5 чорний пішак · h5 білий ферзь · d4 білий пішак · f4 білий пішак · h4 білий кінь · d3 білий слон · f3 біла тура · g3 білий кінь · a2 білий пішак · b2 білий пішак · c2 білий пішак · g2 білий пішак · h2 білий пішак · f1 біла тура · g1 білий король | g8 чорна тура · h8 чорна тура · a7 чорний пішак · b7 чорний пішак · c7 чорний ферзь · d7 чорний слон · f7 чорний пішак · g7 чорний король · h7 чорний пішак · c6 чорний пішак · d6 чорний слон · f6 чорний пішак · g6 чорний кінь · d5 чорний пішак · h5 білий ферзь · d4 білий пішак · f4 білий пішак · h4 білий кінь · d3 білий слон · f3 біла тура · g3 білий кінь · a2 білий пішак · b2 білий пішак · c2 білий пішак · g2 білий пішак · h2 білий пішак · f1 біла тура · g1 білий король | g8 чорна тура · h8 чорна тура · a7 чорний пішак · b7 чорний пішак · c7 чорний ферзь · d7 чорний слон · f7 чорний пішак · g7 чорний король · h7 чорний пішак · c6 чорний пішак · d6 чорний слон · f6 чорний пішак · g6 чорний кінь · d5 чорний пішак · h5 білий ферзь · d4 білий пішак · f4 білий пішак · h4 білий кінь · d3 білий слон · f3 біла тура · g3 білий кінь · a2 білий пішак · b2 білий пішак · c2 білий пішак · g2 білий пішак · h2 білий пішак · f1 біла тура · g1 білий король | g8 чорна тура · h8 чорна тура · a7 чорний пішак · b7 чорний пішак · c7 чорний ферзь · d7 чорний слон · f7 чорний пішак · g7 чорний король · h7 чорний пішак · c6 чорний пішак · d6 чорний слон · f6 чорний пішак · g6 чорний кінь · d5 чорний пішак · h5 білий ферзь · d4 білий пішак · f4 білий пішак · h4 білий кінь · d3 білий слон · f3 біла тура · g3 білий кінь · a2 білий пішак · b2 білий пішак · c2 білий пішак · g2 білий пішак · h2 білий пішак · f1 біла тура · g1 білий король | 5 |
| 4 | g8 чорна тура · h8 чорна тура · a7 чорний пішак · b7 чорний пішак · c7 чорний ферзь · d7 чорний слон · f7 чорний пішак · g7 чорний король · h7 чорний пішак · c6 чорний пішак · d6 чорний слон · f6 чорний пішак · g6 чорний кінь · d5 чорний пішак · h5 білий ферзь · d4 білий пішак · f4 білий пішак · h4 білий кінь · d3 білий слон · f3 біла тура · g3 білий кінь · a2 білий пішак · b2 білий пішак · c2 білий пішак · g2 білий пішак · h2 білий пішак · f1 біла тура · g1 білий король | g8 чорна тура · h8 чорна тура · a7 чорний пішак · b7 чорний пішак · c7 чорний ферзь · d7 чорний слон · f7 чорний пішак · g7 чорний король · h7 чорний пішак · c6 чорний пішак · d6 чорний слон · f6 чорний пішак · g6 чорний кінь · d5 чорний пішак · h5 білий ферзь · d4 білий пішак · f4 білий пішак · h4 білий кінь · d3 білий слон · f3 біла тура · g3 білий кінь · a2 білий пішак · b2 білий пішак · c2 білий пішак · g2 білий пішак · h2 білий пішак · f1 біла тура · g1 білий король | g8 чорна тура · h8 чорна тура · a7 чорний пішак · b7 чорний пішак · c7 чорний ферзь · d7 чорний слон · f7 чорний пішак · g7 чорний король · h7 чорний пішак · c6 чорний пішак · d6 чорний слон · f6 чорний пішак · g6 чорний кінь · d5 чорний пішак · h5 білий ферзь · d4 білий пішак · f4 білий пішак · h4 білий кінь · d3 білий слон · f3 біла тура · g3 білий кінь · a2 білий пішак · b2 білий пішак · c2 білий пішак · g2 білий пішак · h2 білий пішак · f1 біла тура · g1 білий король | g8 чорна тура · h8 чорна тура · a7 чорний пішак · b7 чорний пішак · c7 чорний ферзь · d7 чорний слон · f7 чорний пішак · g7 чорний король · h7 чорний пішак · c6 чорний пішак · d6 чорний слон · f6 чорний пішак · g6 чорний кінь · d5 чорний пішак · h5 білий ферзь · d4 білий пішак · f4 білий пішак · h4 білий кінь · d3 білий слон · f3 біла тура · g3 білий кінь · a2 білий пішак · b2 білий пішак · c2 білий пішак · g2 білий пішак · h2 білий пішак · f1 біла тура · g1 білий король | g8 чорна тура · h8 чорна тура · a7 чорний пішак · b7 чорний пішак · c7 чорний ферзь · d7 чорний слон · f7 чорний пішак · g7 чорний король · h7 чорний пішак · c6 чорний пішак · d6 чорний слон · f6 чорний пішак · g6 чорний кінь · d5 чорний пішак · h5 білий ферзь · d4 білий пішак · f4 білий пішак · h4 білий кінь · d3 білий слон · f3 біла тура · g3 білий кінь · a2 білий пішак · b2 білий пішак · c2 білий пішак · g2 білий пішак · h2 білий пішак · f1 біла тура · g1 білий король | g8 чорна тура · h8 чорна тура · a7 чорний пішак · b7 чорний пішак · c7 чорний ферзь · d7 чорний слон · f7 чорний пішак · g7 чорний король · h7 чорний пішак · c6 чорний пішак · d6 чорний слон · f6 чорний пішак · g6 чорний кінь · d5 чорний пішак · h5 білий ферзь · d4 білий пішак · f4 білий пішак · h4 білий кінь · d3 білий слон · f3 біла тура · g3 білий кінь · a2 білий пішак · b2 білий пішак · c2 білий пішак · g2 білий пішак · h2 білий пішак · f1 біла тура · g1 білий король | g8 чорна тура · h8 чорна тура · a7 чорний пішак · b7 чорний пішак · c7 чорний ферзь · d7 чорний слон · f7 чорний пішак · g7 чорний король · h7 чорний пішак · c6 чорний пішак · d6 чорний слон · f6 чорний пішак · g6 чорний кінь · d5 чорний пішак · h5 білий ферзь · d4 білий пішак · f4 білий пішак · h4 білий кінь · d3 білий слон · f3 біла тура · g3 білий кінь · a2 білий пішак · b2 білий пішак · c2 білий пішак · g2 білий пішак · h2 білий пішак · f1 біла тура · g1 білий король | g8 чорна тура · h8 чорна тура · a7 чорний пішак · b7 чорний пішак · c7 чорний ферзь · d7 чорний слон · f7 чорний пішак · g7 чорний король · h7 чорний пішак · c6 чорний пішак · d6 чорний слон · f6 чорний пішак · g6 чорний кінь · d5 чорний пішак · h5 білий ферзь · d4 білий пішак · f4 білий пішак · h4 білий кінь · d3 білий слон · f3 біла тура · g3 білий кінь · a2 білий пішак · b2 білий пішак · c2 білий пішак · g2 білий пішак · h2 білий пішак · f1 біла тура · g1 білий король | 4 |
| 3 | g8 чорна тура · h8 чорна тура · a7 чорний пішак · b7 чорний пішак · c7 чорний ферзь · d7 чорний слон · f7 чорний пішак · g7 чорний король · h7 чорний пішак · c6 чорний пішак · d6 чорний слон · f6 чорний пішак · g6 чорний кінь · d5 чорний пішак · h5 білий ферзь · d4 білий пішак · f4 білий пішак · h4 білий кінь · d3 білий слон · f3 біла тура · g3 білий кінь · a2 білий пішак · b2 білий пішак · c2 білий пішак · g2 білий пішак · h2 білий пішак · f1 біла тура · g1 білий король | g8 чорна тура · h8 чорна тура · a7 чорний пішак · b7 чорний пішак · c7 чорний ферзь · d7 чорний слон · f7 чорний пішак · g7 чорний король · h7 чорний пішак · c6 чорний пішак · d6 чорний слон · f6 чорний пішак · g6 чорний кінь · d5 чорний пішак · h5 білий ферзь · d4 білий пішак · f4 білий пішак · h4 білий кінь · d3 білий слон · f3 біла тура · g3 білий кінь · a2 білий пішак · b2 білий пішак · c2 білий пішак · g2 білий пішак · h2 білий пішак · f1 біла тура · g1 білий король | g8 чорна тура · h8 чорна тура · a7 чорний пішак · b7 чорний пішак · c7 чорний ферзь · d7 чорний слон · f7 чорний пішак · g7 чорний король · h7 чорний пішак · c6 чорний пішак · d6 чорний слон · f6 чорний пішак · g6 чорний кінь · d5 чорний пішак · h5 білий ферзь · d4 білий пішак · f4 білий пішак · h4 білий кінь · d3 білий слон · f3 біла тура · g3 білий кінь · a2 білий пішак · b2 білий пішак · c2 білий пішак · g2 білий пішак · h2 білий пішак · f1 біла тура · g1 білий король | g8 чорна тура · h8 чорна тура · a7 чорний пішак · b7 чорний пішак · c7 чорний ферзь · d7 чорний слон · f7 чорний пішак · g7 чорний король · h7 чорний пішак · c6 чорний пішак · d6 чорний слон · f6 чорний пішак · g6 чорний кінь · d5 чорний пішак · h5 білий ферзь · d4 білий пішак · f4 білий пішак · h4 білий кінь · d3 білий слон · f3 біла тура · g3 білий кінь · a2 білий пішак · b2 білий пішак · c2 білий пішак · g2 білий пішак · h2 білий пішак · f1 біла тура · g1 білий король | g8 чорна тура · h8 чорна тура · a7 чорний пішак · b7 чорний пішак · c7 чорний ферзь · d7 чорний слон · f7 чорний пішак · g7 чорний король · h7 чорний пішак · c6 чорний пішак · d6 чорний слон · f6 чорний пішак · g6 чорний кінь · d5 чорний пішак · h5 білий ферзь · d4 білий пішак · f4 білий пішак · h4 білий кінь · d3 білий слон · f3 біла тура · g3 білий кінь · a2 білий пішак · b2 білий пішак · c2 білий пішак · g2 білий пішак · h2 білий пішак · f1 біла тура · g1 білий король | g8 чорна тура · h8 чорна тура · a7 чорний пішак · b7 чорний пішак · c7 чорний ферзь · d7 чорний слон · f7 чорний пішак · g7 чорний король · h7 чорний пішак · c6 чорний пішак · d6 чорний слон · f6 чорний пішак · g6 чорний кінь · d5 чорний пішак · h5 білий ферзь · d4 білий пішак · f4 білий пішак · h4 білий кінь · d3 білий слон · f3 біла тура · g3 білий кінь · a2 білий пішак · b2 білий пішак · c2 білий пішак · g2 білий пішак · h2 білий пішак · f1 біла тура · g1 білий король | g8 чорна тура · h8 чорна тура · a7 чорний пішак · b7 чорний пішак · c7 чорний ферзь · d7 чорний слон · f7 чорний пішак · g7 чорний король · h7 чорний пішак · c6 чорний пішак · d6 чорний слон · f6 чорний пішак · g6 чорний кінь · d5 чорний пішак · h5 білий ферзь · d4 білий пішак · f4 білий пішак · h4 білий кінь · d3 білий слон · f3 біла тура · g3 білий кінь · a2 білий пішак · b2 білий пішак · c2 білий пішак · g2 білий пішак · h2 білий пішак · f1 біла тура · g1 білий король | g8 чорна тура · h8 чорна тура · a7 чорний пішак · b7 чорний пішак · c7 чорний ферзь · d7 чорний слон · f7 чорний пішак · g7 чорний король · h7 чорний пішак · c6 чорний пішак · d6 чорний слон · f6 чорний пішак · g6 чорний кінь · d5 чорний пішак · h5 білий ферзь · d4 білий пішак · f4 білий пішак · h4 білий кінь · d3 білий слон · f3 біла тура · g3 білий кінь · a2 білий пішак · b2 білий пішак · c2 білий пішак · g2 білий пішак · h2 білий пішак · f1 біла тура · g1 білий король | 3 |
| 2 | g8 чорна тура · h8 чорна тура · a7 чорний пішак · b7 чорний пішак · c7 чорний ферзь · d7 чорний слон · f7 чорний пішак · g7 чорний король · h7 чорний пішак · c6 чорний пішак · d6 чорний слон · f6 чорний пішак · g6 чорний кінь · d5 чорний пішак · h5 білий ферзь · d4 білий пішак · f4 білий пішак · h4 білий кінь · d3 білий слон · f3 біла тура · g3 білий кінь · a2 білий пішак · b2 білий пішак · c2 білий пішак · g2 білий пішак · h2 білий пішак · f1 біла тура · g1 білий король | g8 чорна тура · h8 чорна тура · a7 чорний пішак · b7 чорний пішак · c7 чорний ферзь · d7 чорний слон · f7 чорний пішак · g7 чорний король · h7 чорний пішак · c6 чорний пішак · d6 чорний слон · f6 чорний пішак · g6 чорний кінь · d5 чорний пішак · h5 білий ферзь · d4 білий пішак · f4 білий пішак · h4 білий кінь · d3 білий слон · f3 біла тура · g3 білий кінь · a2 білий пішак · b2 білий пішак · c2 білий пішак · g2 білий пішак · h2 білий пішак · f1 біла тура · g1 білий король | g8 чорна тура · h8 чорна тура · a7 чорний пішак · b7 чорний пішак · c7 чорний ферзь · d7 чорний слон · f7 чорний пішак · g7 чорний король · h7 чорний пішак · c6 чорний пішак · d6 чорний слон · f6 чорний пішак · g6 чорний кінь · d5 чорний пішак · h5 білий ферзь · d4 білий пішак · f4 білий пішак · h4 білий кінь · d3 білий слон · f3 біла тура · g3 білий кінь · a2 білий пішак · b2 білий пішак · c2 білий пішак · g2 білий пішак · h2 білий пішак · f1 біла тура · g1 білий король | g8 чорна тура · h8 чорна тура · a7 чорний пішак · b7 чорний пішак · c7 чорний ферзь · d7 чорний слон · f7 чорний пішак · g7 чорний король · h7 чорний пішак · c6 чорний пішак · d6 чорний слон · f6 чорний пішак · g6 чорний кінь · d5 чорний пішак · h5 білий ферзь · d4 білий пішак · f4 білий пішак · h4 білий кінь · d3 білий слон · f3 біла тура · g3 білий кінь · a2 білий пішак · b2 білий пішак · c2 білий пішак · g2 білий пішак · h2 білий пішак · f1 біла тура · g1 білий король | g8 чорна тура · h8 чорна тура · a7 чорний пішак · b7 чорний пішак · c7 чорний ферзь · d7 чорний слон · f7 чорний пішак · g7 чорний король · h7 чорний пішак · c6 чорний пішак · d6 чорний слон · f6 чорний пішак · g6 чорний кінь · d5 чорний пішак · h5 білий ферзь · d4 білий пішак · f4 білий пішак · h4 білий кінь · d3 білий слон · f3 біла тура · g3 білий кінь · a2 білий пішак · b2 білий пішак · c2 білий пішак · g2 білий пішак · h2 білий пішак · f1 біла тура · g1 білий король | g8 чорна тура · h8 чорна тура · a7 чорний пішак · b7 чорний пішак · c7 чорний ферзь · d7 чорний слон · f7 чорний пішак · g7 чорний король · h7 чорний пішак · c6 чорний пішак · d6 чорний слон · f6 чорний пішак · g6 чорний кінь · d5 чорний пішак · h5 білий ферзь · d4 білий пішак · f4 білий пішак · h4 білий кінь · d3 білий слон · f3 біла тура · g3 білий кінь · a2 білий пішак · b2 білий пішак · c2 білий пішак · g2 білий пішак · h2 білий пішак · f1 біла тура · g1 білий король | g8 чорна тура · h8 чорна тура · a7 чорний пішак · b7 чорний пішак · c7 чорний ферзь · d7 чорний слон · f7 чорний пішак · g7 чорний король · h7 чорний пішак · c6 чорний пішак · d6 чорний слон · f6 чорний пішак · g6 чорний кінь · d5 чорний пішак · h5 білий ферзь · d4 білий пішак · f4 білий пішак · h4 білий кінь · d3 білий слон · f3 біла тура · g3 білий кінь · a2 білий пішак · b2 білий пішак · c2 білий пішак · g2 білий пішак · h2 білий пішак · f1 біла тура · g1 білий король | g8 чорна тура · h8 чорна тура · a7 чорний пішак · b7 чорний пішак · c7 чорний ферзь · d7 чорний слон · f7 чорний пішак · g7 чорний король · h7 чорний пішак · c6 чорний пішак · d6 чорний слон · f6 чорний пішак · g6 чорний кінь · d5 чорний пішак · h5 білий ферзь · d4 білий пішак · f4 білий пішак · h4 білий кінь · d3 білий слон · f3 біла тура · g3 білий кінь · a2 білий пішак · b2 білий пішак · c2 білий пішак · g2 білий пішак · h2 білий пішак · f1 біла тура · g1 білий король | 2 |
| 1 | g8 чорна тура · h8 чорна тура · a7 чорний пішак · b7 чорний пішак · c7 чорний ферзь · d7 чорний слон · f7 чорний пішак · g7 чорний король · h7 чорний пішак · c6 чорний пішак · d6 чорний слон · f6 чорний пішак · g6 чорний кінь · d5 чорний пішак · h5 білий ферзь · d4 білий пішак · f4 білий пішак · h4 білий кінь · d3 білий слон · f3 біла тура · g3 білий кінь · a2 білий пішак · b2 білий пішак · c2 білий пішак · g2 білий пішак · h2 білий пішак · f1 біла тура · g1 білий король | g8 чорна тура · h8 чорна тура · a7 чорний пішак · b7 чорний пішак · c7 чорний ферзь · d7 чорний слон · f7 чорний пішак · g7 чорний король · h7 чорний пішак · c6 чорний пішак · d6 чорний слон · f6 чорний пішак · g6 чорний кінь · d5 чорний пішак · h5 білий ферзь · d4 білий пішак · f4 білий пішак · h4 білий кінь · d3 білий слон · f3 біла тура · g3 білий кінь · a2 білий пішак · b2 білий пішак · c2 білий пішак · g2 білий пішак · h2 білий пішак · f1 біла тура · g1 білий король | g8 чорна тура · h8 чорна тура · a7 чорний пішак · b7 чорний пішак · c7 чорний ферзь · d7 чорний слон · f7 чорний пішак · g7 чорний король · h7 чорний пішак · c6 чорний пішак · d6 чорний слон · f6 чорний пішак · g6 чорний кінь · d5 чорний пішак · h5 білий ферзь · d4 білий пішак · f4 білий пішак · h4 білий кінь · d3 білий слон · f3 біла тура · g3 білий кінь · a2 білий пішак · b2 білий пішак · c2 білий пішак · g2 білий пішак · h2 білий пішак · f1 біла тура · g1 білий король | g8 чорна тура · h8 чорна тура · a7 чорний пішак · b7 чорний пішак · c7 чорний ферзь · d7 чорний слон · f7 чорний пішак · g7 чорний король · h7 чорний пішак · c6 чорний пішак · d6 чорний слон · f6 чорний пішак · g6 чорний кінь · d5 чорний пішак · h5 білий ферзь · d4 білий пішак · f4 білий пішак · h4 білий кінь · d3 білий слон · f3 біла тура · g3 білий кінь · a2 білий пішак · b2 білий пішак · c2 білий пішак · g2 білий пішак · h2 білий пішак · f1 біла тура · g1 білий король | g8 чорна тура · h8 чорна тура · a7 чорний пішак · b7 чорний пішак · c7 чорний ферзь · d7 чорний слон · f7 чорний пішак · g7 чорний король · h7 чорний пішак · c6 чорний пішак · d6 чорний слон · f6 чорний пішак · g6 чорний кінь · d5 чорний пішак · h5 білий ферзь · d4 білий пішак · f4 білий пішак · h4 білий кінь · d3 білий слон · f3 біла тура · g3 білий кінь · a2 білий пішак · b2 білий пішак · c2 білий пішак · g2 білий пішак · h2 білий пішак · f1 біла тура · g1 білий король | g8 чорна тура · h8 чорна тура · a7 чорний пішак · b7 чорний пішак · c7 чорний ферзь · d7 чорний слон · f7 чорний пішак · g7 чорний король · h7 чорний пішак · c6 чорний пішак · d6 чорний слон · f6 чорний пішак · g6 чорний кінь · d5 чорний пішак · h5 білий ферзь · d4 білий пішак · f4 білий пішак · h4 білий кінь · d3 білий слон · f3 біла тура · g3 білий кінь · a2 білий пішак · b2 білий пішак · c2 білий пішак · g2 білий пішак · h2 білий пішак · f1 біла тура · g1 білий король | g8 чорна тура · h8 чорна тура · a7 чорний пішак · b7 чорний пішак · c7 чорний ферзь · d7 чорний слон · f7 чорний пішак · g7 чорний король · h7 чорний пішак · c6 чорний пішак · d6 чорний слон · f6 чорний пішак · g6 чорний кінь · d5 чорний пішак · h5 білий ферзь · d4 білий пішак · f4 білий пішак · h4 білий кінь · d3 білий слон · f3 біла тура · g3 білий кінь · a2 білий пішак · b2 білий пішак · c2 білий пішак · g2 білий пішак · h2 білий пішак · f1 біла тура · g1 білий король | g8 чорна тура · h8 чорна тура · a7 чорний пішак · b7 чорний пішак · c7 чорний ферзь · d7 чорний слон · f7 чорний пішак · g7 чорний король · h7 чорний пішак · c6 чорний пішак · d6 чорний слон · f6 чорний пішак · g6 чорний кінь · d5 чорний пішак · h5 білий ферзь · d4 білий пішак · f4 білий пішак · h4 білий кінь · d3 білий слон · f3 біла тура · g3 білий кінь · a2 білий пішак · b2 білий пішак · c2 білий пішак · g2 білий пішак · h2 білий пішак · f1 біла тура · g1 білий король | 1 |
|   | a | b | c | d | e | f | g | h |   |

Макензі-Джеймс Мезон, Париж 1878 

1.e4 e6 2.d4 d5 3.Nc3 Nf6 4.exd5 exd5 5.Nf3 Bd6 6.Bd3 O-O 7.O-O Nc6 8.Bg5 Ne7 9.Bxf6 gxf6 10.Nh4 Kg7 11.Qh5 Rh8 12.f4 c6
13.Rf3 Ng6 14.Raf1 Qc7 15.Ne2 Bd7 16.Ng3 Rag8 (see diagram) 17.Qh6+!! Kxh6 18.Nhf5+ Bxf5 19.Nxf5+ Kh5 20.g4+ Kxg4 21.Rg3+ Kh5 22.Be2# 1-0